# Gherontie Cotorea
Gherontie / Gerontie (Gheorghe) Cotore (născut în 1720, la Totoi, decedat în 1774 sau 1775, la Gherla) a fost un călugăr greco-catolic, cărturar român.

## Originea și studiile
Gheorghe (Gherontie, cu varianta Gerontie) Cotore s-a născut la Totoi, lângă Alba Iulia, prin anul 1720. La început a învățat la Bălgrad (Alba Iulia), oraș cu școli din vechime. Apoi a învățat la gimnaziul condus de părinții iezuiți din Cluj, iar după aceea, la mănăstirea greco-catolică din Muncaciu. Când s-a călugărit, și-a ales numele de Gherontie. Episcopul Inocențiu Micu-Klein i-a propus să meargă la studii la Roma, cu bursă, la Colegiul de Propaganda Fide,dar, la cererea sa, fiind bolnav, superiorii îi încuviințează să meargă la Târnava (în maghiară: Nagyszombat, iar în limba română: Sâmbăta Mare), azi Trnava, oraș situat în vestul actualei Slovacii.
La Târnava, a studiat mai mulți ani, iar în timpul liber a redactat lucrările Despre sismatica grecilor și Despre articulușurile cele de price (1746).

## Călugăr la Blaj
În 1747, Gherontie Cotore s-a  întors la Blaj, la Mănăstirea „Sfânta Treime”, odată cu Grigore Maior și Silvestru Caliani, veniți de la Roma, unde studiaseră la Colegiul de Propaganda Fide. Până prin 1764-1765, Gherontie Cotore ia parte la munca de înființare și organizare a școlilor de la Blaj, pune în ordine tipografia, este prepozit la Mănăstirea „Sfânta Treime” și vicar episcopal. Dar, în 1763, episcopul Petru Pavel Aron i-a luat funcția de vicar, pentru neascultare. În timpul episcopului Atanasie Rednic, situația i se înrăutățește și mai mult, deoarece alături de Grigore Maior, Silvestru Caliani și protopopul Avram din Daia, Gherontie Cotore a început să cârtească contra ajungerii lui Rednic pe scaunul episcopal și ca urmare a „împungerii în cuvinte” cu susținătorii episcopului: Filotei László, Samuil Micu ș.a.

## Sfârșitul vieții
Drept pedeapsă, Gherontie Cotore a fost trimis la mănăstirea Nicula (lângă Cluj), Strâmba din Fizeșul Gherlii, unde a rămas tot restul vieții.
Gherontie Cotore a murit de tuberculoză, la Gherla, prin 1774 sau 1775.

## Aprecieri ale contemporanilor
Samuil Micu, deși adversar al lui Gherontie Cotore, vorbește în termeni elogioși despre acesta:
„…Pociu întru adevăr să zic, că era el cel mai învățat atunci în tot clerul românesc din Ardeal. Multe învățături au scris, din care unele s-au tipărit altele numai scrisă să află. Așa sînt: Cartea de relighia și obiceiurile turcilor, o Învățătură creștinească, sau mai vîrtos Catihism, Maiburg, Istoria schismei grecilor și Pravila. Toate acestea romînește le-au scris cu mîna sa.”

## Opera
- Despre sismatica grecilor este o compilație din 1746, după Histoire du schisme des Grecs, a francezului Louis Maimbourg, a cărei primă ediție a apărut în 1677 și Speculum veritatis a lui Cristofor Peichich, ediția a II-a, 1725. S-a păstrat fragmentar. Autorul urmărește problemele de istorie generală, concomitent cu cele de istorie bisericească. Își îndreaptă atenția și asupra decăderii Imperiului Bizantin, precum și a pătrunderii turcilor în Europa. Antipatia față de turci se vede în descrierea căderii Constantinopolului de la 1453.[2]
- Ediție critică: Gherontie Cotore, Istoria despre schismăticia grecilor, Prefață: Iacob Mârza. Ediție îngrijită și studiu asupra limbii de Alin Mihai Gherman. Studiu Introductiv: Laura Stanciu. Rezumat: E. Ch. Suttner, Cluj-Napoca, Argonaut, 2006, 350 p.
- Articulușurile cele de price este tot o lucrare de compilație: „Această carte… cu osteneală o strînș dintr-alte cărți adevărate”.[2] Cotore dezbate aici problemele privitoare la principalele deosebiri existente între biserica apuseană și răsăriteană (purcederea Sfântului Spirit și de la Fiul, „mărirea” Papei, purgatoriul, cuminecătura cu ostie). Articulușurile cele de price au un Cuvînt înainte  cătră cetitoriu, în care Cotore se declară un luptător pentru propășirea românilor.[3]
- Ediție critică: Gherontie Cotore, Despre articulușurile ceale de price, Cuvânt înainte, rezumat, bibliografie selectivă, indici, ediție îngrijită: Laura Stanciu. Prefață: Iacob Mârza, Alba Iulia, 2000, 241 p.
- O altă lucrare, atestată în manuscris, iar acum pierdută, este De religia și obiceaiurile turcilor. Nu putem ști dacă și cât a fost influențată de scrierile lui Dimitrie Cantemir, despre care cunoaștem că s-a preocupat de istoria și religia turcilor. [4]

- Profitând de bunele relații pe care le avea cu tipograful clujean Páldi, Gherontie Cotore achiziționează pentru tipografia blăjeană litere latine turnate la Cluj. De acum încolo, literele latine vor înlocui, din ce în ce mai mult, slovele chirilice. Se tipăresc, cu aceste litere, mai întâi cărți în limba latină, ca Doctrina Christiana a lui Petru Pavel Aron sau Sancti patris nostri Joannis Damasceni Opera Philosophica et Theologica, scrisă de același autor. Primele cărți în limba română, tipărite cu litere latine vor întârzia, până în 1779, când va apărea Cartea de Rogacioni a lui Samuil Micu, tipărită la Viena, iar primele cărți, tipărite în românește, cu litere latine, la Blaj, vor apărea începând cu cele ale lui Gheorghe Șincai, în 1783. [4]